# La Chine au présent
La Chine au Présent est l'édition en français d'un mensuel illustré multilingue destiné à permettre au lectorat étranger en Chine et à l'extérieur d'avoir une vision du pays d'un point de vue chinois. Elle est diffusée dans les librairies spécialisées sur la Chine ou l'Asie, dans les entités diplomatiques de la RPC et par abonnement. Elle fait suite à La Chine en construction, créée en 1963.

## Histoire
La revue est fondée en 1949, d'abord en version anglaise sous le titre China Reconstructs, par Song Qingling, l'épouse de Sun Yat-sen, en collaboration avec Israel Epstein, Juif polonais naturalisé Chinois. Le premier numéro sort en 1951, avec pour rédacteur en chef Israël Epstein. La version en français, intitulée La Chine en construction, paraît pour la première fois en avril 1963.
Le mensuel, dont les reportages montrent les changements survenus en RPC après 1949, est beaucoup lu dans les milieux maoïstes français des années 1960. 
En Chine même, jusqu'à la fin des années 1970, les seules lectures mises à la disposition des visiteurs étrangers sont des exemplaires de La Chine en construction. 
En 1990, la revue change de nom et devient La Chine au présent selon le vœu de feu sa fondatrice,.
La revue fait aujourd'hui partie du groupe chinois China International Publishing Group (CIPG), lequel comprend également entre autres les Éditions en langue étrangère (外文出版社）, Peking Review (北京周报), China Pictorial (人民画报) et les Éditions du Nouveau Monde (新世界出版社).

## Déclinaisons
La Chine au Présent est une revue multilingue, déclinée en français, en mandarin(今日中国), en anglais (China Today), en espagnol (China Hoy), en arabe et en allemand (China Heute). Les versions turque, égyptienne et latino-américaine sont publiées respectivement en Turquie, en Égypte, au Pérou et au Mexique. 
La revue est censée permettre au lectorat étranger en Chine et à l'extérieur d'avoir une vision du pays d'un point de vue chinois. Elle est diffusée dans les librairies spécialisées sur la Chine ou l'Asie, dans les entités diplomatiques de la RPC à l'étranger et par abonnement. 

## Contenu
L'édition francophone, qui compte 80 pages, présente, à travers un dossier principal, des thèmes de l'actualité chinoise mais aussi des contenus culturels, artistiques et politiques relié à la Chine et à la francophonie. Elle est tirée à 10 000 exemplaires.

## Rédaction
La rédaction est composée de journalistes chinois et étrangers, de traducteurs chinois et français, et travaille également avec des auteurs extérieurs pour enrichir son contenu. La rédaction francophone comprend une dizaine de personnes : Chinois et experts étrangers confondus. 